# Calanthe secunda
Calanthe secunda är en orkidéart som beskrevs av Phillip James Cribb. Calanthe secunda ingår i släktet Calanthe och familjen orkidéer. Inga underarter finns listade i Catalogue of Life.